# Commanderie de Neufchâteau
Sous-préfecture de Neufchâteau
La commanderie de Neufchâteau est une commanderie templière avant de devenir lors de la dévolution des biens de l'ordre du Temple une commanderie hospitalière des Hospitaliers de l'ordre de Saint-Jean de Jérusalem. C'est maintenant un édifice officiel, une sous-préfecture, situé dans la ville de Neufchâteau, dans les Vosges en région Grand Est, ex Lorraine.

## Histoire
C'est l'une des plus anciennes fondations hospitalières de la ville ; elle fut mentionnée la première fois en 1292. Elle était propriété de la commanderie de Templiers de Robécourt, puis passa à l'ordre de Saint-Jean de Jérusalem lorsque l'ordre du Temple fut dissous.
L'édifice a été reconstruit en partie au XVIe siècle, remanié au XVIIIe siècle et vendu comme bien national en 1793.
Le portail sur rue, les façades et toitures des deux bâtiments sur rue et sur cour, ainsi que les deux grandes salles de réception de l'aile ouest sont inscrits au titre des monuments historiques par arrêté du 19 janvier 2000.